# Parodontidae
A Parodontidae a csontos halak (Osteichthyes) főosztályának sugarasúszójú halak (Actinopterygii) osztályába, a pontylazacalakúak (Characiformes) rendjébe tartozó család.

3 nem és 27 faj tartozik a családhoz.
Egyes rendszerekben a Hemiodontidae családhoz tartoznak Parodontinae alcsaládként

## Rendszerezés
A családba az alábbi nemek és fajok tartoznak
- Apareiodon (Eigenmann, 1916) – 13 faj
  - Apareiodon affinis
  - Apareiodon argenteus
  - Apareiodon cavalcante
  - Apareiodon davisi
  - Apareiodon gransabana
  - Apareiodon hasemani
  - Apareiodon ibitiensis
  - Apareiodon itapicuruensis
  - Apareiodon machrisi
  - Apareiodon orinocensis
  - Apareiodon piracicabae
  - Apareiodon tigrinus
  - Apareiodon vittatus

- Parodon (Cuvier & Valenciennes, 1850) – 10 faj
  - Parodon apolinari
  - Parodon bifasciatus
  - Parodon buckleyi
  - Parodon caliensis
  - Parodon carrikeri
  - Parodon guyanensis
  - Parodon hilarii
  - Parodon nasus
  - Parodon pongoensis
  - Parodon suborbitalis

- Saccodon (Kner, 1863) – 4 faj
  - Saccodon caucae
  - Saccodon dariensis
  - Saccodon terminalis
  - Saccodon wagneri

## Külső hivatkozás
- az interneten az Hemiodontidaeról